# Carl Joos
Carl Joos is een Vlaams scenarioschrijver.
Hij schreef scenario's voor meerdere afleveringen van Windkracht 10, Flikken en Witse en voor de televisieseries Droge voeding, kassa 4, Dag & Nacht: Hotel Eburon, The Spiral, Cordon en In Vlaamse velden.
Hij schreef mee aan de filmscenarios van De zaak Alzheimer, Dossier K., The Broken Circle Breakdown, De behandeling en Baantjer het Begin.

## Erkenning
In 2004 won hij samen met Erik Van Looy de Joseph Plateauprijs 2003 voor het Beste Belgische scenario voor hun scenario van De zaak Alzheimer. In 2013 was hij samen met Felix Van Groeningen genomineerd voor de Ensor Beste scenario 2013 voor hun scenario van The Broken Circle Breakdown. Hiervoor waren ze ook genomineerd op de 26e Europese Filmprijzen. Ze wonnen de prijs voor het beste scenario op het Tribeca Film Festival.